# Una storia che vale
Una storia che vale è un brano musicale della cantante italiana Laura Pausini. È stato pubblicato il 1º febbraio 2002 come secondo singolo dall'album The Best of Laura Pausini - E ritorno da te del 2001.

## Il brano
La musica è composta da Daniel Vuletic; il testo è scritto da Laura Pausini e Cheope.
L'adattamento in lingua spagnola con il titolo Dos historias iguales, realizzato da Badia, viene pubblicato come secondo singolo della versione spagnola dell'album Lo mejor de Laura Pausini - Volveré junto a ti sia in Spagna che in America Latina.

## Il video
Il videoclip (per entrambe le versioni, italiana e spagnola) è diretto dal regista Daniele Persica e girato in notturna in un quartiere periferico di Roma e in un terminal dell'Aeroporto di Roma-Fiumicino. Entrambe le versioni sono state pubblicate nel DVD Live 2001-2002 World Tour, che contiene anche un documentario sul making of del video.

## Tracce
CDS - Promo 2768 Warner Music Europa
1. Una storia che vale

CDS - 0927436332 Warner Music Europa
1. Una storia che vale
2. La solitudine (Original Version)

CDS - Promo 1478 Warner Music Messico
1. Dos historias iguales
2. Una storia che vale

CDS - 1667 Warner Music USA
1. Dos historias iguales
2. Dos historias iguales (Brizz Connection Mix Radio Edit)
3. Dos historias iguales (Brizz Connection Extended Club Mix)

45 giri Promo 614 Warner Music Italia
1. Una storia che vale (Laura Pausini)
2. Nei silenzi (Raf)

Download digitale
1. Una storia che vale
2. Dos historias iguales

## Pubblicazioni
Una storia che vale viene inserita nella compilation Top Of The Spring 2002 del 2002 e in versione Live nel DVD Live 2001-2002 World Tour del 2002 (video) e negli album San Siro 2007 del 2007 (audio e video) e Fatti sentire ancora/Hazte sentir más del 2018 (Medley Reggaeton video).

## Crediti
- Laura Pausini: voce
- Dado Parisini: tastiera, synth
- Riccardo Galardini: chitarra elettrica, chitarra acustica
- Massimo Varini: chitarra elettrica, chitarra acustica
- Gabriele Fersini: chitarra elettrica
- Pier Foschi: batteria